# Amblyopone quadrata
Amblyopone quadrata är en myrart som först beskrevs av Vladimir Aphanasjevich Karavaiev 1935.  Amblyopone quadrata ingår i släktet Amblyopone och familjen myror. Inga underarter finns listade i Catalogue of Life.